# L'Empordà (Ernest Maragall)
L'Empordà o Oda nova a Barcelona és una escultura de l'artista Ernest Maragall i Noble ubicada als Jardinets de Gràcia de Barcelona.

## Història
L'Empordà és una escultura de marbre blanc realitzada el 1961 per Ernest Maragall, fill del destacat poeta Joan Maragall, durant la celebració del centenari del seu naixement. L'obra va ser ubicada als Jardinets de Gràcia i inaugurada l'11 de desembre d'aquell mateix any per l'alcalde Josep Maria de Porcioles, juntament amb l'artista i amb la presència del destacat pedagog i geògraf Pau Vila, el qual havia compartit, amb Maragall, exili a Veneçuela.
L'obra va portar moltes crítiques per part de sectors conservadors, en tractar-se de dues dones mig nues assegudes una enfront de l'altra, com ja havia passat anteriorment amb els monuments de la Plaça de Catalunya. Anys més tard, els detractors de l'escultura de Maragall van tenir l'oportunitat d'apartar la polèmica escultura fins al Parc de Cervantes, que limita amb el municipi d'Esplugues de Llobregat, aprofitant unes obres que s'estaven realitzant en el subsòl del seu emplaçament original. Malgrat les nombroses peticions que va realitzar Ernest Maragall perquè l'obra fos retornada al seu lloc, l'artista no va poder aconseguir el seu objectiu fins al 1985, quan el seu nebot Pasqual Maragall va ser alcalde de Barcelona.